# Háskóli Íslands

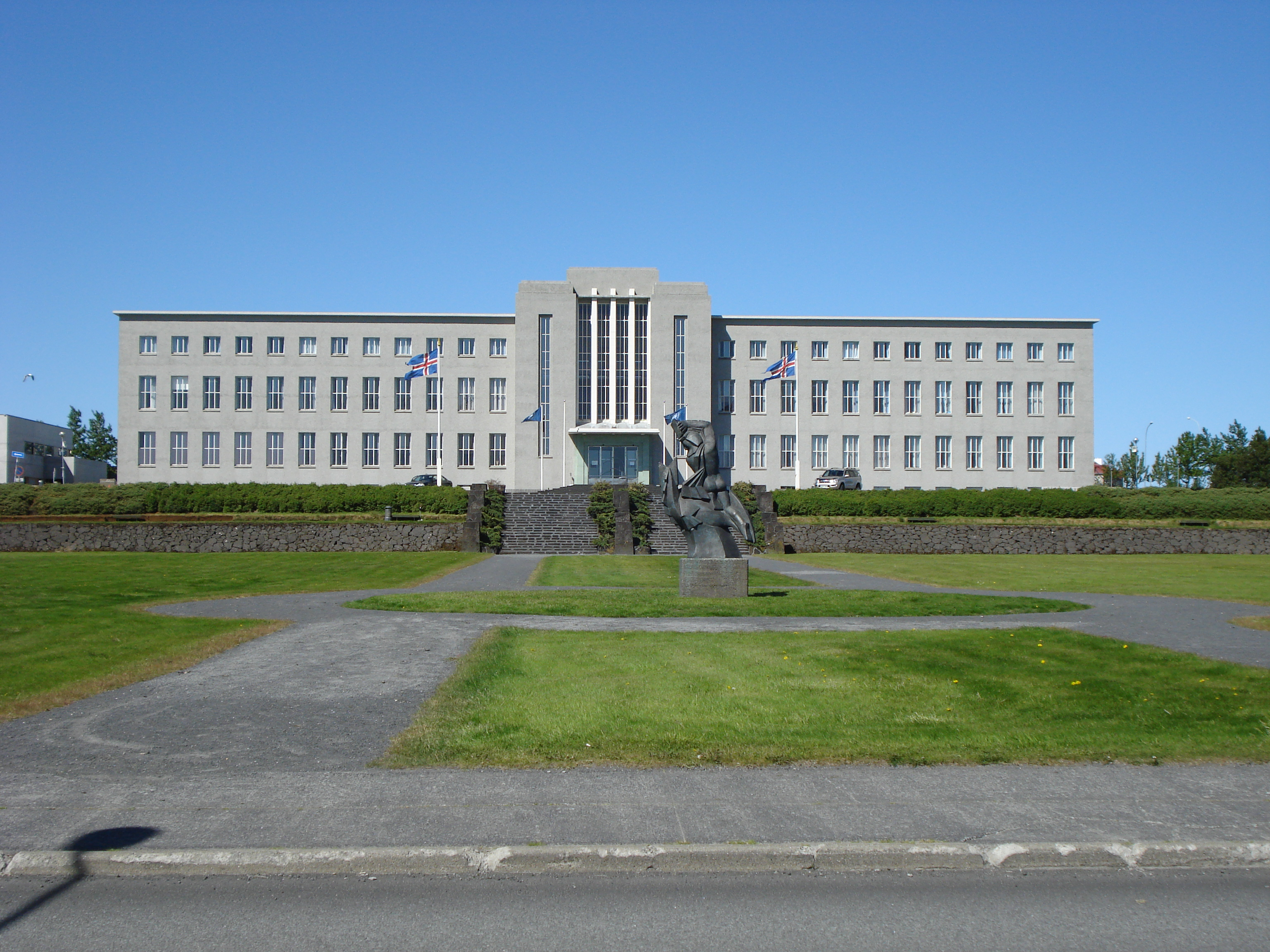
Das Hauptgebäude der Háskóli Íslands

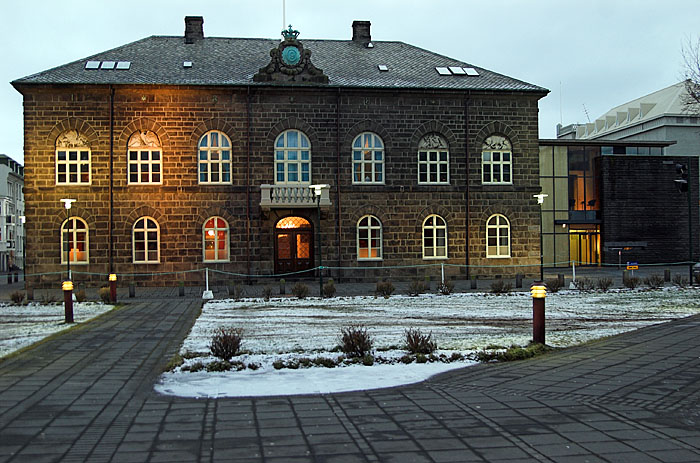
Das Alþingishúsið in Reykjavík

Háskóli Íslands (kurz HÍ; lateinisch Universitas Islandiae, „Universität Islands“), die Universität von Island in Reykjavík, ist die älteste Universität Islands und wurde am 17. Juni 1911 gegründet. Sie hat das größte Studienangebot Islands, mit den Fachgebieten Geisteswissenschaften, Wirtschaft, Ingenieurwesen, Recht, Medizin, Pharmazie, Krankenpflege, Natur- und Sozialwissenschaften, Odontologie und Theologie.

## Geschichte
Die Forderung nach einer nationalen isländischen Universität reicht bis zur ersten Sitzung des gewählten Parlaments Islands Alþingi im Jahr 1845 zurück. Sie ist die älteste Universität Islands und wurde am 17. Juni 1911 vom Alþingi gegründet. Sie vereinte drei frühere postsekundäre Einrichtungen: Prestaskólinn, Læknaskólinn und Lagaskólinn, die jeweils Theologie, Medizin und Jura lehrten. Ursprünglich gab es an der Universität nur Fakultäten für diese drei Fachbereiche, zusätzlich zu einer Fakultät für Geisteswissenschaften. Im ersten Jahr ihres Bestehens waren 45 Studenten eingeschrieben. 
Der erste Rektor der Universität war Björn Magnússon Ólsen, ein Professor der geisteswissenschaftlichen Fakultät. In den ersten 29 Jahren ihres Bestehens war die Universität im isländischen Parlamentsgebäude Alþingishúsið untergebracht. 1940 zog die Universität in das vom isländischen Staatsarchitekten Guðjón Samúelsson entworfene Hauptgebäude ein. Das Hauptgebäude bildet den Kern des Universitätscampus an der Suðurgata, wo sich heute die meisten Hauptgebäude der Universität befinden.
In den letzten Jahren gab es einige größere Umstrukturierungen. Im Jahr 2008 wurde die Universität in fünf verschiedene Schulen aufgeteilt. Gleichzeitig wurde die Pädagogische Hochschule Islands mit der Universität von Island zur School of Education zusammengelegt.

## Angebot
Die Mehrheit der an der Universität von Island angebotenen Kurse findet auf Isländisch statt. Es gibt jedoch auch einige Kurse, die auf Englisch unterrichtet werden, da die Universität Islands auch Erasmus-Studenten aufnimmt. Zudem gibt es den interdisziplinären Studiengang Umwelt- und natürliche Ressourcen, dessen Pflichtfächer auf Englisch unterrichtet werden. Für nicht-isländische Studenten, welche die Sprache Isländisch studieren wollen, bietet die geisteswissenschaftliche Fakultät einen B.A.-Studiengang namens Isländisch für Ausländer an. Für das folgende Studienjahr gilt immer der 15. März als Einschreibetermin. Dabei besteht ein dreijähriges B.A.-Studium aus drei önn (von lateinisch Annus) zu je zwei misseri (Semester), dem haustmisseri (Herbst, September bis Dezember) und dem folgenden vormisseri (Frühjahr, Januar bis Mai). Historisch bedingt sind die Sommermonate studienfrei. Für gewöhnlich wird die Gebühr für ein Jahr erhoben. Darüber hinaus besitzt die Universität eine Seltenheit zur Finanzierung: die Hochschul-Lotterie.
Neben den universitären Formalien gilt es Auflagen von Seiten der Einwanderungsbehörde zu beachten. Sie betreffen Lebenshaltungskosten sowie Aufenthaltsgenehmigung bzw. Arbeitserlaubnis.
Seit sich Island weg von der Agrar- und Fischereination hin zur Wissensgesellschaft entwickelt, stieg die Zahl der Studenten auf zuletzt fast 14.000. Dabei verfolgt die aktuelle Universitätsleitung unter Kristín Ingólfsdóttir die Vision, die Universität Islands unter die hundert besten Universitäten der Welt führen zu wollen. Für Gäste wirft dies, wie auch die Tatsache, dass die Universität seit der Gründung vom Rand quasi in die Stadtmitte gewandert ist, ein Wohnungsproblem auf. So werden zwar Studentenwohnheime betrieben und in der Umgebung sind auch Zimmer zur Miete, jedoch führte diese massive Steigerung an Studenten bzw. Mietern zum Anstieg der Mieten.
Seit 1983 betreibt die Universität auch das Weiterbildungsinstitut Endurmenntun Háskóla Íslands (EHÍ).
Das Times Higher Education Ranking listete 2011 erstmals mit der Universität von Island eine isländische Universität im globalen Universitätsranking.

## Organisation
Im Jahr 2008 wurde die Universität Islands nach anglo-amerikanischem Vorbild neu strukturiert. Der Aufbau folgt dem Prinzip School-Faculty-Institute, es entstanden fünf verschiedene Schools. Im Rahmen dieser Neustrukturierung wurde die ehemals eigenständige Kennaraháskóli Íslands (Pädagogische Hochschule Islands) als Menntavísindasvið (Fakultät für Pädagogik) in die Universität Islands eingegliedert.
Háskóli Íslands gliedert sich wie folgt:
- Félagsvísindasvið (Schule für Sozialwissenschaften)

- Hagfræðideild (Wirtschaftsfakultät)
- Lagadeild (Rechtsfakultät)
- Félags- og mannvísindadeild (Fakultät für Sozial- und Humanwissenschaften)
- Félagsráðgjafardeild (Fakultät für Sozialarbeit)
- Stjórnmálafræðideild (Fakultät für Politikwissenschaft)
- Viðskiptafræðideild (Fakultät für Betriebswirtschaft)

- Heilbrigðisvísindasvið (Schule für Gesundheitswissenschaften)

- Læknadeild (Medizinische Fakultät)
- Hjúkrunarfræðideild (Fakultät der Pflegewissenschaften)
- Tannlæknadeild (Fakultät der Zahnheilkunde)
- Lyfjafræðideild (Fakultät der Pharmakologie)
- Matvæla- og næringarfræðideild (Fakultät der Lebensmittel- und Ernährungswissenschaften)
- Sálfræðideild (Fakultät der Psychologie)

- Hugvísindasvið (Schule der Geisteswissenschaften)

- Guðfræði- og trúarbragðafræðideild (Theologische und Religionswissenschaftliche Fakultät)
- Deild erlendra tungumála, bókmennta og málvísinda (Fakultät für Fremdsprachen, Literatur und Linguistik)
- Íslensku- og menningardeild (Fakultät für Island- und Kulturwissenschaften)
- Sagnfræði- og heimspekideild (Geschichts- und Philosophiefakultät)

- Menntavísindasvið (Schule für Pädagogik)

- Íþrótta-, tómstunda- og þroskaþjálfadeild (Fakultät für Sport-, Freizeit- und Sozialpädagogik)
- Kennaradeild (Fakultät für Lehrerausbildung)
- Uppeldis- og menntunarfræðideild (Fakultät für Bildungswissenschaften)

- Verkfræði- og náttúruvísindasvið (Schule für Ingenieurs- und Naturwissenschaften)

- Iðnaðarverkfræði-, vélaverkfræði- og tölvunarfræðideild (Fakultät für Wirtschaftsingenieurwesen, Maschinenbau und Informatik)
- Jarðvísindadeild (Fakultät für Geowissenschaften)
- Líf- og umhverfisvísindadeild (Fakultät für Lebens- und Umweltwissenschaften)
- Rafmagns- og tölvuverkfræðideild (Fakultät für Elektrotechnik und Informationstechnik)
- Raunvísindadeild (Fakultät für Naturwissenschaften)
- Umhverfis- og byggingarverkfræðideild (Fakultät für Umwelt- und Bauingenieurwesen)

Seit der Zusammenlegung der Nationalbibliothek Islands und der Bibliothek der Universität Islands im Jahr 1994 fungiert die National- und Universitätsbibliothek Islands als Universitätsbibliothek der Universität Islands.

## Persönlichkeiten

### Bekannte Dozenten
- Ólafur Ragnar Grímsson (* 1943), Präsident Islands, Professor für Politikwissenschaften
- Þór Whitehead (* 1943), Professor für Geschichte
- Gísli Pálsson (* 1949), Professor für Ethnologie

### Bekannte Alumni
- Arnaldur Indriðason (* 1961), Autor
- Ásgeir Ásgeirsson (1894–1972), ehemaliger Präsident Islands
- Björn Bjarnason (* 1944), Politiker und Journalist
- Davíð Oddsson (* 1948), ehemaliger isländischer Ministerpräsident, ehemaliger Chef der Isländischen Zentralbank und Chef der Tageszeitung Morgunblaðið
- Einar Már Guðmundsson (* 1954), Autor
- Kristín Steinsdóttir (* 1946), Autorin
- Kristín Marja Baldursdóttir (* 1949), Autorin
- Sólveig Pétursdóttir (* 1952), Politikerin
- Vigdís Grímsdóttir (* 1953), Autorin
- Þórarinn Eldjárn (* 1949), Autor
- Össur Skarphéðinsson (* 1953), Politiker, Isländischer Außenminister
- Kristján Guy Burgess (* 1973), Politikwissenschaftler, Politiker, Geschäftsführer und Journalist